# Новосёлковский сельсовет (Несвижский район)
Новосёлковский сельсовет — упразднённая административно-территориальная единица на территории Несвижского района Минской области Республики Беларусь. Административный центр — агрогородок Старые Новоселки.

## История
28 июня 2013 года упразднён Новосёлковский сельсовет, населённые пункты включены в состав Сейловичского сельсовета.

## Состав
Новосёлковский сельсовет включает 6 населённых пунктов:
- Амлынцы — деревня.
- Кучиновщина — деревня.
- Новые Новосёлки — деревня.
- Петуховщина — деревня.
- Старые Новоселки — агрогородок.
- Стрихоровщина — деревня.